# Dezerebrationssyndrom
Dezerebrationssyndrom (auch Enthirnungssyndrom oder Enthirnungszustand) bezeichnet in der Medizin die Veränderungen, die nach Unterbrechung der Verbindung des Hirnstammes zum darüberliegenden Neocortex entstehen.
Häufigste Ursachen der dezerebrierenden Schädigungen sind schwere Hirnverletzungen, Entzündungen des Gehirns, Vergiftungen und vorübergehende Sauerstoffmangelversorgung. Dezerebrationssyndrome beinhalten Bewusstseinsverlust, Lähmungen der Extremitäten, Störungen der Augenbewegungen und der vegetativen Funktionen. Die Schäden sind in manchen Fällen reversibel und daher nicht mit dem Hirntod gleichzusetzen.
Die Störung des Wachbewusstseins kann je nach Schädigungsort und Verlaufsstadium verschieden ausgeprägt sein. Es kann ein Sopor bestehen mit geringer Reaktivität auf äußere Reize, oder ein tiefes Koma, aus dem der Patient nicht erweckt werden kann. In den schwersten Fällen liegt ein apallisches Syndrom vor (von a-pallisch = „ohne Hirnmantel“). Die Besonderheit des apallischen Syndroms besteht darin, dass die bewusstlosen Patienten die Augen geöffnet haben und auf Reize reagieren, jedoch ohne sämtliche Großhirnfunktionen. Beispielsweise geht der Blick ins Leere und fixiert Personen und Gegenstände nicht. Erhalten bleiben die im Hirnstamm gesteuerten Reflexe und Funktionen, zum Beispiel ein Schlaf-Wach-Rhythmus, Würge- und Hustenreiz.
Eine Dezerebrationsstarre (beschrieben 1896 von Charles Scott Sherrington) der Muskulatur kann eintreten, wenn die Unterbrechung im Hirnstamm unterhalb des Nucleus ruber, jedoch oberhalb des Nucleus vestibularis lateralis (Deiters-Kern) liegt. Diese nach Entfernung des Großhirns durch Schnitt zwischen den Vierhügeln hervorrufbare Starre des Körpers beruht auf einer Tonuserhöhung der gesamten Streckmuskulatur, weil nach Abtrennung des Nucleus ruber dessen hemmender Einfluss auf die zu den Extensoren ziehenden Motoneurone wegfällt und dann deren Erregung aus dem Deiters-Kern überwiegt.
Liegt der Schaden tiefer als der Deiters-Kern, so kommt es zu keiner Dezerebrationsstarre, weil die überwiegende Aktivierung der Streckmuskeln nun ebenfalls wegfällt.